# Chamesey
Chamesey är en kommun i departementet Doubs i regionen Bourgogne-Franche-Comté i östra Frankrike. Kommunen ligger i kantonen Le Russey som tillhör arrondissementet Pontarlier. År 2022 hade Chamesey 139 invånare.

## Befolkningsutveckling
Antalet invånare i kommunen Chamesey
Referens:INSEE